# Радиновићи (Зеница)
Радиновићи су насељено мјесто у граду Зеници, Босна и Херцеговина.

## Становништво
|         | 2013.        | 1991.         | 1981.         | 1971.         |
| Укупно  | 180 (100,0%) | 249 (100,0%)  | 243 (100,0%)  | 264 (100,0%)  |
| Бошњаци | 180 (100,0%) | 246 (98,80%)1 | 243 (100,0%)1 | 262 (99,24%)1 |
| Остали  | –            | 3 (1,205%)    | –             | 2 (0,758%)    |

1. 1 На пописима од 1971. до 1991. Бошњаци су пописивани углавном као Муслимани.